# Erivànskaia
Erivànskaia (en rus Эриванская) és una stanitsa del krai de Krasnodar, a Rússia. És a la zona septentrional del Caucas occidental, a la vora del riu Abín, a 15 km al sud d'Abinsk i a 75 km al sud-oest de Krasnodar. Pertany al poble de Svetlogórskoie.